# Heinrich Andreas Koch
Heinrich Andreas Koch (* wohl im Mai, Taufe am 2. Juni 1707 in Helmstedt; † 27. August 1766 in Wolfenbüttel) war ein deutscher Jurist und braunschweigischer Landeshistoriker.

## Leben und Wirken
Der Sohn des Helmstedter Professors Cornelius Dietrich Koch und dessen Ehefrau Anna Dorothea (geb. Hake) studierte ab 1723 Rechtswissenschaften und Geschichte in Helmstedt. 1730 wurde er kaiserlicher Notar in Helmstedt und wechselte 1736 nach Wolfenbüttel, wo er zunächst als Sekretär beim Geheimen Rat und in der Kriegskanzlei und ab 1742 im Hauptarchiv arbeitete. 1747 wurde er in Wolfenbüttel Hofrat und 1750 Wirklicher Hofrat bei der Justizkanzlei. Den Ruf auf eine Rechts- oder Geschichtsprofessur in Göttingen lehnte er ab.
Kochs Hauptwerk Versuch einer Pragmatischen Geschichte des Durchlauchtigsten Hauses Braunschweig und Lüneburg (1764) legte wichtige Grundlagen für die Erforschung der braunschweigischen Geschichte. Er schildert darin die Geschichte des Fürstenhauses bis ca. 1530, wobei er seinen Schwerpunkt auf die Staatsgeschichte legt. Detailgenau erläutert er die verfassungsmäßige Ausgestaltung des Fürstentums, z. B. Landesteilungen, Fürstenverträge sowie Verfassung und Rechte der Welfenlande.
Koch pflegte vielfältige Kontakte, z. B. zu dem Juristen und Staatswissenschaftler Heinrich Christian von Senckenberg. Kochs Onkel war der bekannte Historiker und Dichter Caspar Abel. Zu seinem Cousin Joachim Gottwalt Abel, welcher später ebenfalls als Historiker tätig war, pflegte er ein inniges Verhältnis, und drängte ihn unter Einsetzung als Universalerben im Braunschweigischen zu bleiben, was dieser jedoch ablehnte. Obwohl Koch ihn dennoch zum Alleinerben einsetzte, wurde diese Verfügung nach seinem Tod nicht umgesetzt, da Abel dies mit Verweis auf die Bedürftigkeit seiner Verwandten ausschlug.

## Werke (Auswahl)
- Observata diplomatico-historica de iure Iustinianeo a Lothario imp. in Germaniam minime introducto, 1727 (mit dem Juristen und Helmstedter Geschichtsprofessor Polykarp Leyser IV.)
- De Exspectativis [et] investitura eventuali, 1735
- Anmerckungen von den westfälischen Gerichten auch den vormahligen Land-Gerichten in Teutschland , 1751
- Versuch einer Pragmatischen Geschichte des Durchlauchtigsten Hauses Braunschweig und Lüneburg, 1764